# NAT64
NAT64是一种通过网络地址转换（NAT）的形式促成IPv6与IPv4主机间通信的IPv6过渡机制。NAT64网关是IPv4与IPv6协议间的转换器，它需要至少一个IPv4地址和一个包含32位地址空间的IPv6网段。为该服务保留的“知名前缀”是64:ff9b::/96。
IPv6客户端将希望与之通信的IPv4地址嵌入在IPv6网段的主机部分，构成一个嵌入IPv4的IPv6地址（IPv6网段中的32位地址空间），并将数据包发往生成的地址。NAT64网关则创建IPv6与IPv4地址间的映射，这可以是手动配置的，也可以是自动确定的。

## 工作原理

NAT64和DNS64

简单的NAT64安装可能只需要一个网关，它的两个接口分别连接到IPv4网络与IPv6网络。IPv6网络的流量经由网关路由，网关对两个网络之间传输的数据包进行所有必要的转换。但是，这种转换并不是对称的，因为IPv6地址空间比IPv4地址空间大得多，因此就不可能进行一对一的地址映射。网关维护IPv6到IPv4的地址映射，而该映射可以在来自IPv6网络的第一个数据包到达NAT64网关时依据手动配置创建（有状态映射），也可使用自动算法创建（无状态映射）。
如果NAT64转换器是用在仅有IPv4的服务器之前，使其能被远端仅有IPv6的客户端访问，则比较适合使用无状态转换；而有状态转换则适合部署在客户端或服务提供端，使得仅有IPv6的客户端主机能联系到远端仅有IPv4的节点。
通常来说，NAT64被设计为在IPv6主机发起通信时使用。但也存在一些机制允许反向场景，例如静态地址映射。
不是每种类型的资源都能用NAT64访问。嵌入IPv4文字地址的协议（例如SIP和SDP、FTP、WebSocket、Skype、MSN等）和嵌入任何其他包括IPv4文字内容的协议都不被支持，但双栈网页代理允许仅有IPv6的客户端访问URL中包括IPv4文字的网页。不过，使用NAT64的464XLAT（见 RFC 6877）允许在仅有IPv6的连接上使用此类协议。对于SIP和FTP来说，使用應用層閘道（ALG）或者支持 RFC 7225 定义的PREFIX64扩展的端口控制协议也可以解决这个问题。

## 实现
- Ecdysis（页面存档备份，存于），NAT64网关，包含DNS64
- TAYGA（页面存档备份，存于），无状态NAT64实现，面向Linux
- Jool（页面存档备份，存于），有状态NAT64实现，面向Linux，NIC Mexico（英语：NIC Mexico）与蒙特雷科技大学开发
- OpenBSD 5.1带来一个NAT64能力的PF防火墙过滤器（英语：PF (firewall)）[4]
- Microsoft Forefront统一接入网关（英语：Microsoft Forefront Unified Access Gateway），一个实现DNS64和NAT64的反向代理和VPN解决方案
- 无状态网络地址转换64（页面存档备份，存于）于Cisco ASR 1000
- Stateful NAT64 feature（页面存档备份，存于）在Juniper MX系列3D通用边缘路由器
- Cisco（页面存档备份，存于） ASA版本9.0带来了NAT64和DNS64 [5]
- Dual stack architecture that recognizes both IPv4 and IPv6 traffic（页面存档备份，存于）在Fortinet FortiGate®多威胁安全设备